# Jan Bartosik
Jan Bartosik (ur. 8 lipca 1948 w Szczecinie, zm. 24 października 1995 w Innsbrucku) – polski żeglarz, sternik, olimpijczyk. Ojciec brązowego medalisty w żeglarstwie z Rio de Janeiro, Thomasa Zajaca.

## Życiorys

### Początki
Z zawodu był technikiem budowlanym. Zaczął żeglować w wieku 10 lat, przechodząc kolejno przez klasy Optymist, Cadet, Hornet i Finn. Był członkiem klubu jachtowego Pogoń w Szczecinie.

### Kariera
Od 1976 sternik w klasie Soling. Uczestnik Igrzysk Olimpijskich 1980 w Moskwie w załodze ze Zdzisławem Kotlą i Jerzym Wujeckim. Z tą załogą w 1979 wygrał międzynarodowe mistrzostwo Węgier, a w 1980 zajął 5. miejsce w międzynarodowych mistrzostwach Danii. Na olimpiadzie w Moskwie zajęli 9. miejsce.

### Emigracja
Z powodu komunistycznych represji planował wyemigrować do Austrii. Doskonałą ku temu okazją był wyjazd na zawody w 1982 roku, z którego już nie wrócił. Uzyskawszy azyl, zamieszkał w Wiedniu, gdzie ożenił się i pracował na budowie. Ze związku tego urodził im się syn, Thomas, późniejszy austriacki olimpijczyk. Z czasem założył firmę budowlaną, przyjmując większe zamówienia.
Pracował w żeglarskim klubie, gdzie trenował dzieci, ale traktował to zajęcie bardziej jako hobby i odskocznie od firmy.

### Śmierć
Zginął w Innsbrucku w wypadku na paralotni w 1995 roku. Jest jedną ze wspomnianych osób na Pomniku Pamięci Olimpijczyków.